# 밤색흰배쥐
밤색흰배쥐(Niviventer fulvescens)는 쥐과에 속하는 설치류의 일종이다.

## 특징
등 쪽 털은 뚜렷하게 밝은 밤색이고, 배 쪽은 흰색을 띠는 작은 설치류이다. 등 쪽은 아주 밝은 색부터 흐릿한 갈색까지 다양한 색을 띤다. 몸 옆면에 등 쪽과 배가 만나는 독특한 여백을 갖고 있다. 꼬리 윗면은 주로 갈색이고, 아랫면은 희끄무레하다. 교란 숲과 비교란 숲 서식지에서 주로 서식한다.

## 분포 및 서식지
방글라데시와 캄보디아, 중국, 인도, 인도네시아, 라오스, 말레이시아, 네팔, 파키스탄, 태국, 베트남에서 발견된다. 히말라야 동부 숲에서 씨앗을 비축하는 습성을 지닌 동물로 알려져 있다.